# Réplica (sismologia)
Em sismologia uma réplica refere-se a tremores secundários que se seguem após o sismo principal estes tremores são uma consequência do reajuste da crosta da Terra em torno da falha que originou o principal sentido uma ou mais vezes após o sismo.